# Kyriakos Papakyriakou
Kyriakos Papakyriakou (en griego: Κυριάκος Παπακυριάκου, 14 de septiembre de 1929 - 14 de septiembre de 2014) fue un maestro de escuela secundaria, director, teólogo e historiador griego.

## Biografía
Kyriakos Papakyriakou nació en el pueblo de Ágio Pnévma, en la periferia de Macedonia Central, el 14 de septiembre de 1929. Era un maestro de escuela secundaria, director, teólogo e historiador que estaba particularmente preocupado por la zona de Serres y en general de Macedonia.
Se graduó en Escuela Teológica de Halki Constantinopla, que presentó la tesis titulada El sermón Iglesia en el santo Crisóstomo (en griego: Το Εκκλησιαστικό κήρυγμα κατά τον ιερό Χρυσόστομο).
Trabajó durante 35 años como profesor y director en escuelas secundarias, contribuyendo especialmente a la organización y funcionamiento de la primera Escuela Técnica de Capataces y Asistentes Técnicos de Serres y por las noches del Liceo Gimnasio de Serres. Se retiró en 1994.
Fue restaurador temporal de las antigüedades Serres. Ayudado en la colección de antigüedades de la comarca, en la organización del Museo Arqueológico y la fundación de la Inspección de Antigüedades Clásicas en Serres, trabajando de manera voluntaria.
Hizo numerosos discursos y conferencias en las iglesias desde el púlpito, en las salas, en las estaciones de radio y televisión. Autor de numerosos estudios sobre cuestiones teológicas, filosóficas, históricas y arqueológicas. Todos los libros estaban disponibles de forma gratuita, a excepción de las que dieron los operadores con el fin de recaudar dinero para la caridad o trabajos de restauración de edificios y templos.
Murió el 14 de septiembre de 2014 en la ciudad de Serres.

## Logros
- Por su contribución el Ministerio de Macedonia-Tracia le otorgó un diploma y la medalla de oro.
- La Biblioteca Municipal de Serres, se abrió la sala de lectura "Kyriakos Papakyriakou" en reconocimiento a su trabajo, el 6 de febrero de 2016.[3]
- El centro Helenismo Ecuménico, teniendo en cuenta sobre todo sus escritos y la integridad de la investigación histórica contenida en los mismos, emitió en lujosa edición de 2 volúmenes del libro Historia de Serres desde la antigüedad hasta 1912 y 1913.[4]